# Borealosuchus
Borealosuchus – wymarły rodzaj krokodylomorfa z grupy Eusuchia, żyjącego od późnej kredy do eocenu na terenie Ameryki Północnej. Kilka gatunków zaliczanych wcześniej do rodzaju Leidyosuchus przeniósł do tego rodzaju Chris Brochu w 1997. Obecnie do tego rodzaju zaliczane są gatunki:
- B. sternbergi, okaz typowy z mastrychta (późna kreda), zamieszkiwał następujące stany USA: Kolorado, Montana, Dakota Północna, Dakota Południowa, Wyoming;
- B. acutidentatus z paleocenu z Saskatchewan
- B. formidabilis także z paleocenu z terenów Dakoty Północnej i Wyoming[1];
- B. griffithi z paleoceńskiej Alberty[2]
- B. wilsoni z eocenu i Wyoming[1].
- B. threeensis z przełomu kredy i paleogenu z New Jersey[3]

B. formidabilis znany jest najlepiej, reprezentują go szczątki wielu osobników z Wannagan Creek w Dakocie Północnej.
Pozycja filogenetyczna Borealosuchus w obrębie Eusuchia jest niepewna. Najczęściej klasyfikowany jest jako krokodyl bliżej spokrewniony z kladem Brevirostres (obejmującym grupy Crocodyloidea i Alligatoroidea) niż z nadrodziną Gavialoidea; z niektórych analiz kladystycznych wynika jednak, że mógł on być bliżej spokrewniony z Gavialoidea lub być przedstawicielem Eusuchia nie należącym do Crocodylia. Z analizy kladystycznej przeprowadzonej przez Brochu i współpracowników (2012) wynika, że te trzy możliwości są równie prawdopodobne.